# Guglielmo di Ferrers, V conte di Derby
Guglielmo di Ferrers, V conte di Derby (1193 – 28 marzo 1254), è stato un nobile inglese.
Nacque nel Derbyshire, Inghilterra, figlio di William de Ferrers, IV conte di Derby e di Agnese of Chester, figlia di Ugo di Kevelioc, conte di Chester a di Bertrada de Montfort. Dopo avere reso l'omaggio feudale a Enrico III d'Inghilterra, ebbe il castello di Chartley e altri territori dell'eredità materna. Accompagnò Enrico III in Francia nel 1230. Entrò nel parlamento di Londra nello stesso anno.
Al pari del padre ebbe diversi free warrenn presso Belper, Milford, Windley, Holbrook, Heage, Hulland e altri ancora, tutti nella contea del Derbyshire.
Guglielmo morì il 28 marzo 1254 solo sette anni dopo essere succeduto al padre, a lui successe il figlio Robert de Ferrers, VI conte di Derby e venne quindi sepolto nell'abbazia di Merevere, nel  Warwickshire. La sua vedova morì il 12 marzo 1280.

## La famiglia
Guglielmo sposò Sibilla Maresciallo figlia del leggendario Guglielmo il Maresciallo I conte di Pembroke. Ebbero sette figlie:
- Agnes Ferrers (ω 11 maggio, 1290), sposò William de Vesci;
- Isabel Ferrers (ω 26 novembre, 1260), sposò:

1. Gilbert Basset, di Wycombe,
2. Reginald de Mohun

- Maud Ferrers (ω 12 marzo, 1298), sposò:

1. 1. Simon de Kyme,
  2. William de Vivonia
  3. Amaury IX di Rochechouart.

- Sibyl Ferrers, sposò:

1. 1. John de Vipont,
  2. Franco de Mohun.

- Joan Ferrers (ω 1267), sposò:

1. 1. John de Mohun;
  2. Robert Aguillon

- Agatha Ferrers (ω maggio 1306), sposò Hugh Mortimer di Chelmarsh.
- Eleanor Ferrers (ω 16 ottobre, 1274), sposò:

1. 1. William de Vaux;
  2. Roger de Quincy, conte di Winchester;
  3. Roger de Leybourne.

Neel 1238, Guglielmo sposò Margaret de Quincy (α 1218), figlia di Roger de Quincy, conte di Winchester, e Helen di Galloway.
Dall'unione di Guglielmo e Margaret nacquero:
- Robert de Ferrers, VI conte di Derby, suo successore, che sposò:

1. 1. Mary de Lusignan, figlia di Ugo XI di Lusignan, conte di Angoulême, e nipote di Enrico III d'Inghilterra;
  2. Eleanor Basset, figlia di Ralph Basset, Lord Basset, da cui ebbe un solo figlio, John

- William Ferrers, che ottenne dalla madre in regalo il castello di Groby nel Leicestershire, sposò:

1. 1. Anne le Despencer, figlia di Hugh le Despencer, I Barone le Despencer, da cui ebbe un figlio William de Ferrers, I Barone di Groby.
  2. Eleanor, figlia di Matthew Lovaine.
2. Joan Ferrers (ω 19 marzo, 1309) sposò Thomas de Berkeley, I Barone Berkeley.
3. Agnes Ferrers, sposò Robert de Muscegros, Signore di Deerhurst.

- Elizabeth Ferrers, sposò:

1. 1. William Marshal, II Barone Marshal;
  2. Prince Dafydd ap Gruffydd

Guglielmo soffriva di gotta fin dalla gioventù e viaggiò sempre in lettiga. Morì per le ferite riportate a causa di una caduta accidentale dalla lettiga, mentre attraversava un ponte. Guglielmo di Ferrers fu sepolto nell'abbazia di Merevere, nel  Warwickshire. La sua vedova morì il 12 marzo 1280.